# Александър Калпакидис
Александър (на гръцки: Αλέξανδρος, Александрос) е гръцки духовник, митрополит на Албанската православна църква и на Църквата на Гърция.

## Биография
Роден е в 1938 година в Солун, Гърция със светското име Николаос Калпакидис (Νικόλαος Καλπακίδης). Завършва богословие в Солунския университет в 1965 г. В 1961 година е ръкоположен за дякон, а в 1967 г. - за презвитер. Служи като протосингел в Неаполската и Ставруполска епархия от 1974 до 1992 година.
На 23 юни 1983 година е назначен за пръв игумен на Араплийския манастир.
На 22 юни 1992 година е избран за аргирокастренски митрополит на Албанската православна църква. Ръкоположен е на 26 юли 1996 година в храма „Света Параскева“ в Бейкоз на Халкидонската митрополия от митрополит Йоаким Халкидонски в съслужение с митрополитите Дионисий Неаполски, Пантелеймон Чорленски, Христодулос Димитриадски, Никифор Димотишки, Мелитон Филаделфийски, Пантелеймон Берски, Пантелеймон Ксантийски и Василий Еласонски. Албанските власти обаче не го допускат в страната и в 1998 година подава оставка.
В 2000 година минава в Църквата на Гърция и става титулярен ставропигийски митрополит. В 2006 година се оттегля в Добренския манастир край Бер, тъй като по-малкият му брат Пантелеймон Калпакидис е берски митрополит. Автор е на няколко книги и много статии във вестници и религиозни списания.
Умира на 10 юни 2016 година в Добренския манастир.